# Cheikh Attoumani
Pour les articles homonymes, voir Attoumani et Attoumane.
Cheikh Attoumani connu aussi sous le nom de Cheik Attoumane fut un personnage religieux et notable important de l’île d’Anjouan aux Comores dans la première moitié du XXe siècle.

## Biographie
Il est né à Ouani (Union des Comores) en 1883. Membre de la confrérie musulmane et mondiale, il a côtoyé les dirigeants et notables Comoriens de l’époque.
Cheikh Attoumane a beaucoup participé à l’enseignement de l’Islam dans les Iles Comores, mais aussi à Zanzibar et dans le nord ouest de Madagascar, il est un des premiers à avoir compris l’importance de l’enseignement scolaire et il s’est investi dans son développement ce qui a valu jusqu’à aujourd’hui la réputation de ville des intellectuels à la ville d'Ouani. Aujourd’hui encore les Ouaniens de la diaspora ayant fait des études supérieures doivent leur réussite à l’investissement de Cheikh Attoumane et lui sont reconnaissants, et sa volonté du développement de l’instruction et transmise de génération en génération à Anjouan. Attoumane a terminé sa vie pendant son pèlerinage à la Mecque en 1957 où il repose.